# Pomasia salutaris
Pomasia salutaris är en fjärilsart som beskrevs av Louis Beethoven Prout 1929. Pomasia salutaris ingår i släktet Pomasia och familjen mätare. Inga underarter finns listade i Catalogue of Life.